# Воротнікова Серафима Василівна
Серафима Василівна Воротнікова (14 березня 1929, село Тамлик, Центрально-Чорноземна область — 27 грудня 2008, Усманське 2-е сільське поселення, Воронезька область) — передовик сільськогосподарського виробництва, доярка. Герой Соціалістичної Праці (1971).

## Біографія
Народилася 14 березня 1929 року в селянській родині в селі Тамлик Рождєственсько-Хавського району (сьогодні — Новоусманський район Воронезької області). З 1945 року працювала дояркою в колгоспі «Новий шлях» і з 1960 року — в радгоспі «Масловський» Новоусманського району. За видатні досягнення у трудовій діяльності удостоєна в 1971 році звання Героя Соціалістичної Праці. Працювала в радгоспі «Масловський» до 1975 року.
В останні роки свого життя проживала у 2-му Усманському поселенні Новоусманського району.

## Нагороди
- Герой Соціалістичної Праці — указом Президії Верховної Ради СРСР від 8 квітня 1971 року
- Орден Леніна (1971).

## Пам'ять
У селі Нова Усмань на алеї Героїв встановлено бюст Серафими Воротнікової.